# L'Approche
Pour plus de détails, voir Fiche technique et Distribution.
 L'Approche est un film français réalisé par Raymond Depardon, diffusé en 2001, c'est le premier volet de la série Profils Paysans.

## Synopsis
Raymond Depardon est né de parents paysans, pour la première fois dans ce documentaire, il filme des éleveurs de moyenne montagne dans une situation très proche de celle de son enfance. Profils Paysans est un projet sur le long terme, de trois films sur presque dix ans. L'approche est le premier volet de la trilogie.

## Fiche technique
- Titre : L'Approche
- Réalisation : Raymond Depardon
- Image : Raymond Depardon, Béatrice Mizrahi
- Montage : Roger Ikhlef, Sandrine Romet-Lemonne
- Montage son : Hélène Ducret
- Son : Claudine Nougaret
- Mixage : Dominique Dalmasso
- Pays d'origine :  France
- Format image : 1.66 : 1
- Format Son : Dolby SRD/DTS
- Genre : documentaire
- Durée : 90 minutes
- Date de sortie : 2000
- Production : Palmeraie et Désert, Claudine Nougaret
- Distribution : Ad Vitam

## Distribution
Dans leur propre rôle :
- Marcelle Brès, Raymond Privat, Louis Brès
- Marcel Privat, Alain Rouvière, Monique Rouvière
- Jean-François Pantel, Nathalie Deleuze, Claude Folcher
- Paul Argaud, Paulette Maneval, Robert Maneval
- Vincent Roure, Marinette Desfond, Robert Desfond
- Sylvain, Jean-Paul Grail, Michel Capponi
- Philippe Damperrat, Hélène Boutonnet, Abel Jeanroy
- Daniel Jeanroy, Gilberte Jeanroy

## Lieux
- Lozère : Florac, Grizac, hameau du Villaret (Quézac)
- Haute-Loire : Saint-Jeures
- Ardèche : Haut-Vivarais
- Haute-Saône : Servance